# فيليب إس. بوست
فيليب إس. بوست هو محامي وضابط ودبلوماسي وسياسي أمريكي، ولد في 19 مارس 1833 في Florida, Orange County, New York ‏ في الولايات المتحدة، وتوفي في 6 يناير 1895 في غاليسبورغ في الولايات المتحدة. نشط حزبياً في الحزب الجمهوري. وقد انتخب عضو مجلس النواب الأمريكي ‏.